# 钳蛤
钳蛤（学名：Isognomon isognomum），又名太平洋障泥蛤，是莺蛤目障泥蛤科钳蛤属的模式种。主要分布于印度尼西亚、中国大陆、台湾，常栖息在潮间带低潮线附近，以足丝附着于岩石、珊瑚礁或贝壳上。